# 大竹野正典
大竹野 正典（おおたけの まさのり、1960年〈昭和35年〉9月17日 - 2009年〈平成21年〉7月19日）は日本の劇作家、演出家。本業は会社員。
「演（や）りたい時が演（や）り時よ」を合言葉に精力的に数々の舞台作品を執筆、上演。2009年7月19日に不慮の事故で亡くなる。享年49歳。
生涯、自ら戯曲賞に応募したことは無く、他人の手による応募も全部を通して計4回のみ。その理由として「社会で普通に仕事をする目線が無くなると、僕は台本をかけない」という返事がいつも返ってきた。（妻・後藤小寿枝 談）大竹野の作品を敬愛する者は多く、没後もあらゆる団体、劇団によって彼の作品が上演されている。

## 経歴
生い立ち
大阪府大阪市で生まれる。子供の頃はおっとりと構え、本好きであった。ただし、注意散漫気味で授業にはあまり熱心ではなかった。低学年から中学年にかけて、三度自動車事故に遭い、六年生の時は鉄棒から落ちて鎖骨を骨折。
中学に入った頃から映画に夢中になり、当時の夢は映画評論家であった。
学生時代
高校へ入学すると映画研究会へ入り、8ミリフィルムで自主製作映画を製作。高校3年の時に唐十郎率いる状況劇場（紅テント）を知り、演劇への傾倒が始まる。
高校卒業後は今村昌平が学院長だった横浜放送映画専門学院（現 日本映画大学）へ入学。シナリオ科池端ゼミ生となる。
同年に帰阪して「金太郎座」として旗揚げ公演「雨が降った日」を南海ホールにて上演。
翌年には後藤小寿枝と結婚し、娘（都）をもうける。
当時今村昌平監督が撮影中であった、「楢山節考」の撮影に授業の一環として参加。同院を卒業してからは大阪に帰ってから本格的な芝居活動を始める。
ただ、家族を養うために活動の傍ら様々な仕事に就くが、酒とタバコと演劇を愛し、家計は火の車だった。
犬の事ム所
1983年に犬の事ム所を旗揚げ「真夜中の玉子」を上演。この頃より作・演出を兼ね始める。実際に起きた事件を下敷きにして、その家族の視線から事件を探ろうとする作品を多く発表。
精力的に活動を続けるも、自信の劇作に不信感を抱き始め、1995年にエドワード・オールビーの「動物園物語」を3回立て続けに上演。翌年「ドアの向こうの薔薇」を以って犬の事ム所を散会。
くじら企画
1997年、これまでの劇団という形ではなく、プロデュース公演としてくじら企画を立ち上げ「黄昏ワルツ」を上演。その後、活動を続けるも2007年に休筆。
事件物を次々に執筆したせいか、作品は深く凄惨さを増してゆき、その辛さを浄化するかのように休筆の数年前から山登りに取り憑かれ、近隣の山々から始まり日本アルプスへも足を運ぶ。
2009年7月19日、海の事故にて急逝。事故の前日も比良山の沢を登っていた。
没後
同年12月、「山の声」は第16回 OMS戯曲賞 大賞を受賞した。
彼が主催していたくじら企画は、妻である後藤小寿枝を始めとする、同団体に参加していたメンバーが引継ぎ、追悼公演として「サラサーテの盤」「密会」「山の声」を上演。
その後も活動を続け、2019年、大竹野正典没後10年記念公演企画が開催される。

## 受賞歴
- 1989年「夜が掴む」テアトロインキャビン戯曲賞 佳作 [1]
- 1990年「改善版･笑箪笥」スペース・ゼロ 大賞 [1]
- 1990年「Ｋのトランク」スペース・ゼロ 最優秀作品賞 [1]
- 1993年「密会」スペース・ゼロ 大賞特別賞 [1]
- 2004年「夜、ナク、鳥」第11回 OMS戯曲賞 佳作[10]、（第48回 岸田國士戯曲賞 最終選考[11]）
- 2009年「山の声」第16回 OMS戯曲賞 大賞 [10]
- 2018年「夜、ナク、鳥」第26回 読売演劇大賞 作品 優秀賞 [12]

## 作品一覧
犬の事ム所
- 真夜中の玉子（1983年12月、スタジオあひる）
- 月光の家（1984年7月、幻実劇場）
- 二階の人々（幻実劇場）
- 鶏頭の花咲く都（1986年4月、幻実劇場）
- 笑箪笥（1987年2月、スタジオアルバトロス）
- 一家団欒（1987年11月、都住創センター）
- 夜が掴む（1988年12月、都住創センター）
- 改善版笑箪笥（1989年2月、スペース・ゼロ）
- Kのトランク（1990年6月、スペース・ゼロ）
- 他人の想い出（1991年6月、スペース・ゼロ）
- リボルバー（1992年2月、プラネットステーション）
- 夜が掴む（1992年6月、ウイングフィールド）
- トーフの心臓（1993年2月、扇町ミュージアムスクエア）
- 密会（1993年11月、スペース・ゼロ）
- サラサーテの盤（1994年10月、扇町ミュージアムスクエア）
- 動物園物語（1995年5月、1996年1月、カラビンカ、1996年2月、シアターポシェット）
- ドアの向こうの薔薇（1996年8月、扇町ミュージアムスクエア）

くじら企画 
- 黄昏ワルツ（1998年1月、カラビンカ）
- 三人虜（1998年9月、カラビンカ）
- ブカブカジョーシブカジョーシ（1999年2月、スペース・ゼロ）
- 彼方のソナタ（1999年12月、カラビンカ）
- 屋上のペーパームーン（2000年7月、茶白山舞台屋上）
- 流浪の手記（2001年8月、ウイングフィールド）
- 行きてゐる小平次（2002年1月、大阪市立芸術創造館）
- サヨナフ（2002年9月、ウイングフィールド）
- 夜、ナク、鳥（2003年4月、南港ふれあい港館駐車場 特設野外テント）
- 密会（2004年2月、ウイングフィールド）
- サラサーテの盤（2004年8月、大阪市立芸術創造館）
- サヨナフ（2005年3月、ウイングフィールド）
- 海のホタル（2005年12月、精華小劇場）
- 怪シイ来客簿（2006年10月、AI・HALL）
- 山の声（2008年12月、ウイングフィールド）

大竹野正典追悼公演 
- サラサーテの盤（2010年8月、精華小劇場）
- 密会（2010年10月、ウイングフィールド）
- 山の声（2011年1月、in→dependent theatre 2nd ）

## 関連書籍
- 大竹野正典劇集成 1（2012年、松本工房）ISBN 978-4944055517
- 大竹野正典劇集成 2（2013年）ISBN 978-4944055609
- 大竹野正典劇集成 3（2014年）ISBN 978-4944055692